# Penninerne
Penninerne er en bjergkæde i Nordengland. Den kaldes ofte "Englands rygrad" ("backbone of England"), fordi den udgør en ubrudt kæde fra Peak District i Midlands gennem Yorkshire Dales, West Pennine Moors og Cumbrian Fells til Cheviot Hills ved den skotske grænse. Den totale længde er omkring 400 km.
Bjergene ikke særlig høje, og omtales gerne som bakker. Den højeste top er Cross Fell øst i Cumbria, på 893 meter. Andre kendte toppe er Mickle Fell (788 m), Whernside (736 m), Ingleborough (723 m), Pen-y-ghent (693 m) og Kinder Scout (636 m).
Penninerne er det vigtigste vandskel i det nordlige England, og deler området i en østlig og en vestlig del. Floderne Eden, Ribble og Mersey har alle sit udspring i Penninerne og løber vestover mod Det Irske Hav. På den andre side finder man floderne Tyne, Tees, Swale, Aire, Don og Trent, som løber mod Nordsøen. 
Geologien domineres af store forekomster af sandsten og kalksten, noget som fører til at det findes mange grotter og underjordiske floder, særlig på østsiden. Nogen af disse er blandt de største i England, for eksempel hullet ved Gaping Hill (over 107 meter dybt) og Rowten Pot (over 111 meter). 
Landskabet består for en stor del af højtliggende moselandskab adskilt af frugtbare dale. I forhold til resten af England er befolkningstætheden generelt lav. De vigtigste indtægtskilder er fårdyrkels, stenbrud og turisme. 
Penninerne regnes som et af de vigtigste områder i England. Den nordlige del er erklæret som en Area of Outstanding Natural Beauty¨, mens dele af Penninerne er inkluderet i nationalparkerne Peak District, Yorkshire Dales og Northumberland. 
Vejen Pennine Way strækker sig hele vejen langs Penninerne. 
Navnet antages at komme fra et keltisk ord, penno, som betyder «ås», men dette er noget usikkert, da man ikke finder tidligere referencer til det fra det 18. århundrede. Det er sandsynlig at navneformen er påvirket af Apenninerne i Italien, som mange engelske gentlemen besøgte i den tiden Penninerne ser ud til at have fået sit moderne navn. Også det navn forklares med samme keltiske ord.
54°42′10″N 2°29′12″V / 54.7028°N 2.4867°V